# (3207) Spinrad
(3207) Spinrad es un asteroide perteneciente al cinturón de asteroides, descubierto el 2 de marzo de 1981 por Schelte John Bus desde el Observatorio de Siding Spring, Nueva Gales del Sur, Australia.

## Designación y nombre
Designado provisionalmente como 1981 EY25. Fue nombrado Spinrad en honor del astrónomo estadounidense Hyron Spinrad.